# Сибирь (кекс)
Кекс «Сиби́рь» — блюдо японской кухни, кекс-кастелла с начинкой из ёкана — пластового мармелада из бобов адзуки, сахара и агар-агара.

## Описание
Японские кексы-кастелла происходят от португальских кексов: португальцы успели познакомить японцев со своей выпечкой ещё до закрытия страны для иностранцев в период Токугава. За период, в ходе которого Япония была закрыта для иностранцев, кексы стали производиться по рецептам, весьма отличным от оригинальных. Значительно позже одной из устойчивых разновидностей кастеллы стал кекс «Сибирь», иногда называемый просто «ёкан-кастелла».
Для приготовления этого кекса между тремя слоями бисквита добавляются два слоя начинки из ёкана. В некоторых случаях для начинки используют анко — сладкую пасту, которую делают из тех же самых бобов адзуки, что и ёкан.
Кексы «Сибирь», предположительно, появились в первой трети XX века, на стыке эпох Мэйдзи и Тайсё. В текстах, описывающих ситуацию применительно к 1930-му году, они фигурируют как распространённое блюдо.
Причина, по которой блюдо, не имеющее аналогов в русской кухне, было названо именно так — неизвестны (как и его изобретатель). Наиболее возвышенная версия предполагает, что две тёмных полосы начинки между трёх полос бисквита символизируют рельсы Транссибирской (или Китайско-Восточной) железной дороги, проложенные среди бесконечных снегов. В этом случае к созданию кекса мог приложить руку кто-то из участников Русско-японской войны или японской интервенции в ходе Гражданской войны в России.
В 2013 году кекс «Сибирь», воспринимаемый в современной Японии как полузабытое и «ностальгическое» блюдо, появился в мультфильме Хаяо Миядзаки «Ветер крепчает», после чего интерес к нему снова возрос.